# Отсиго (округ, Нью-Йорк)
Округ Отсиго (англ. Otsego County) — округ штата Нью-Йорк, США. Население округа на 2000 год составляло 61672 человек. Административный центр округа — город Куперстаун.

## История
Округ Отсиго основан в 1791 году. Источник образования округа Отсиго: округ Монтгомери.

## География
Округ занимает площадь 2597,8 км².

## Демография
Согласно переписи населения 2000 года, в округе Отсиго проживало 61672 человек. По оценке Бюро переписи населения США, к 2009 году население уменьшилось на 0,1 %, до 61602 человек. Плотность населения составляла 23,7 человек на квадратный километр.